# کیسی کاتانزارو
کیسی استر کاتانزارو (زاده ۱۴ ژانویه ۱۹۹۰) یک کشتی‌گیر حرفه‌ای اهل ایالات متحده است، او یک ژیمناستیک کار و شخصیت تلویزیونی اهل دو و میدانی می باشد. کاتانزارو یک کشتی گیر حرفه ای در دبیلو دبیلو ای است. او در شوی ورزشی تلویزیونی امریکن نینجا واریور شرکت نمود و نخستین زنی بود که یک دوره آموزشی مسابقات انتخابی شهر و نخستین زنی بود که یک دوره نهاییفینال شهر را به پایان رساند.

## اوایل زندگی و تحصیل
کاتانزارو در گلن ریج برو، نیوجرسی متولد شد, و بعدها در نزدیکی شهر بللویل رشد پیدا کرد، و بعدها کاتانزارو در دبیرستان بللویل تحصیل نمود.. وی رشته ژیمناستیک را در سنین ۵ سالگی آغاز نمود. کاتانزارو از سال ۲۰۰۹ تا ۲۰۱۲ در دانشگاه تاوسان در تاوسن، مریلند تحصیل نمود.

## حرفه ژیمناستیک

### المپیک نوجوانان
کاتانزارو در رشته ورزشی 
ژیمناستیک در بخش المپیک نوجوانان بود. او تمرینات ژیمناستیک خود را در  سنین ۶ سالگی آغاز نمود. بعدها کاتانزارو در سال ۲۰۰۷ به سطح ۱۰ ژیمناستیک ایالات متحده رسید و بعد از آن در مسابقات قهرمانی ایالتی سطح ۱۰ نیوجرسی در سال ۲۰۰۷ شرکت کرد و در قسمت بزرگسالان (بخش ای) به مقام پنجم دست پیدا کرد. کاتانزارو در سال بعد در مسابقات ایالتی سطح ۱۰ نیوجرسی در سال ۲۰۰۸ شرکت کرد و در آن ایالت توانست  به مقام سوم دست پیدا کند. و تا سال ۲۰۰۸ کاتانزارو  توانست در مسابقات قهرمانی کشور المپیک نوجوانان شرکت کند. و بعدها کاتانزارو در مجموع توانست در رده ۲۳ قرار گیرد ولی در پرتو تعادل در رده ششم واقع گردید.

### انجمن ملی دو و میدانی دانشگاهی
کاتانزارو در  رشته ژیمناستیک برای تاوسون در قسمت آی انجمن ملی دو و میدانی دانشگاهی رقابت کرد. وی نخستین بازی خود را در سال ۲۰۰۹ انجام داد. بعدها کاتانزارو به تیم ژیمناستیک ببرهای تاوسن کمک کرد که آنان بتوانند در مسابقات قهرمانی کنفرانس ورزشی دانشکده شرقی در سال‌های ۲۰۰۹ و ۲۰۱۰ برنده شوند. در سال های پایانی، کاتانزارو در سال ۲۰۱۲ به عنوان بهترین ژیمناستیک کار ناحیه ای جنوب شرقی منصوب شد. وی همچنین در سال ۲۰۱۲ در کنفرانس ورزشی کالج شرقی ژیمناستیک سال منصوب گردید و در همان سال شاخص و مشهور ترین رقیب در آن کنفرانس بود.

## سایر رسانه ها
کاتانزارو نخستین بازی ویدئویی خود را در "بزی پاک" برای  بازی "دبلیودبلیوئی ۲کی۲۲" انجام داد.

## مسابقات قهرمانی و دستاوردها
- کشتی گیران حرفه ای مصور
  - کاتانزارو  در سال ۲۰۱۹ به جایگاه ۶۳ از ۱۰۰ کشتی گیر زن برتر در فهرست کشتی گیران حرفه ای مصور قرار گرفت.[۱۷]
- دبلیودبلیوئی
  - مسابقات قهرمانی تگ تیم زنان ان ایکس تی  ( ۱ ) بار – با کایدن کارتر[۱۸]